# Бодончар
Бодончар, Бойдан, Бодончар Мунгхаг («Бодончар-простак») — в міфології монгольських народів син Алан-гоа, праматері монголів-нірун («власне монголів»), легендарний засновник роду Борджигін, предок Чингісхана.

## Біографія

### Походження
Згідно з монгольським істориком Х. Перлее, Бодончар народився в 970 році. Після смерті чоловіка, Добун-Мергана, Алан-гоа, будучи неодруженою, народила трьох синів: Бугу-Хадагі, Бухату-Салчжі і Бодончара. Старші брати (що народилися від Добун-Мергана), Бельгунотай і Бугунотай, стали підозрювати, що ці діти могли народитися від слуги в будинку Алан-Гоа, вихідця з роду Мааліх-баяуд.
Дізнавшись про це, Алан-Гоа зібрала синів і розкрила походження Бодончара і двох його братів; згідно її розповіді, їхнім батьком була вимпромінююча світло жовта людина, «посланець неба», який щоночі приходив до Алан-гоа через димник юрти; на ранок незнайомець йшов, «у подобі жовтого пса». Існує припущення, що під «жовтою людиною» слід розуміти Наран-тенгрі — божество-творець Сонця, яке особливо шанувалося в монгольській міфології. Крім того, з «жовтою людиною» монголи часто порівнюють сонячні промені. Згадка про жовтого пса, ймовірно, свідчить про шанобливе ставлення Алан-гоа до легендарного прабатька монголів Борте-Чіно; оскільки серед монгольських народів слово вовк є табуйованим, до нього використовуються такі епітети, як «Хангайська», «степова» або «жовта собака».
Незважаючи на це, деякі дослідники, такі як П. Рачневський, дотримуються версії походження Борджигинів від Мааліх-баяудайського слуги; Е. І. Кичанов також вважає цю версію допустимою. Е. І. Кичанов, в свою чергу, припустив, що батько Бугу-Хадагі, Бухату-Салчжі і Бодончара міг бути киргизького походження. При цьому дане припущення спростовується сучасними дослідженнями генетиків, в яких зазначається належність предків Борджигинів до гаплогрупи C2. Гаплогрупа C2, як зазначено в роботах з популяційної генетики, маркує демографічну експансію монголомовних популяцій Центральної Азії.

### Подальше життя. Нащадки
Після смерті матері брати почали ділити майно, при цьому нічого не залишивши Бодончару. Відкочувавши від них, Бодончар оселився в урочищі Балчжун-Арал і став займатися соколиним полюванням; часом, не маючи їжі, Бодончар був і зовсім змушений стріляти в загнаних вовками звірів і харчуватися вовчими недоїдками. Коли по річці Тунгелік підкочувало плем'я, Бодончар став щодня приходити в їхнє стійбище. Пізніше, будучи знайденим братами, Бодончар разом з ними здійснив набіг на це плем'я, що не мало володаря, і підкорив його, зробивши полонених людей своїми рабами.
Синами Бодончара були Хабічев-Багатур і Баарідай, що дав початок роду Баарін. Від Джадарая, прийомного сина Бодончара, пішов рід Джадаран; з цього роду походив Джамуха — спочатку побратим, а потім головний противник Чингісхана в об'єднанні монгольських племен. Від другого сина, Чжоуредая, пішов рід Чжоуред. Брати Бодончара, Бельгунотай, Бугунотай, Бугу-Хадагі і Бухуту-Салчжі заснували роди Бельгунот, Бугунут, Хатагін і Салджіут відповідно; сам же Бодончар став родоначальником Борджигинів.